# جنجي غوتو
جُنْجِ گٌتو (باليابانية: 後藤 純二) (9 أغسطس 1971 في ياماغاتا في اليابان – )؛ هو لاعب كرة قدم ياباني سابق كان يلعب كلاعب وسط.

## وصلات خارجية
- جنجي غوتو على موقع رابطة كرة القدم اليابانية للمحترفين (اليابانية)
- جنجي غوتو على موقع عالم كرة القدم.نت (الإنجليزية)